# Adolph Boye
Adolph Engelberth Boye, född den 11 februari 1784 i Nakskov, död den 16 november 1851, var en dansk författare. Han var son till filosofen Johannes Boye, brorson till skolmannen Engelbreth Boye och kusin till Caspar Johannes Boye.
Boye är främst känd för att ligga bakom en utgåva av Ludvig Holbergs skrifter.